# عسكرية محمد

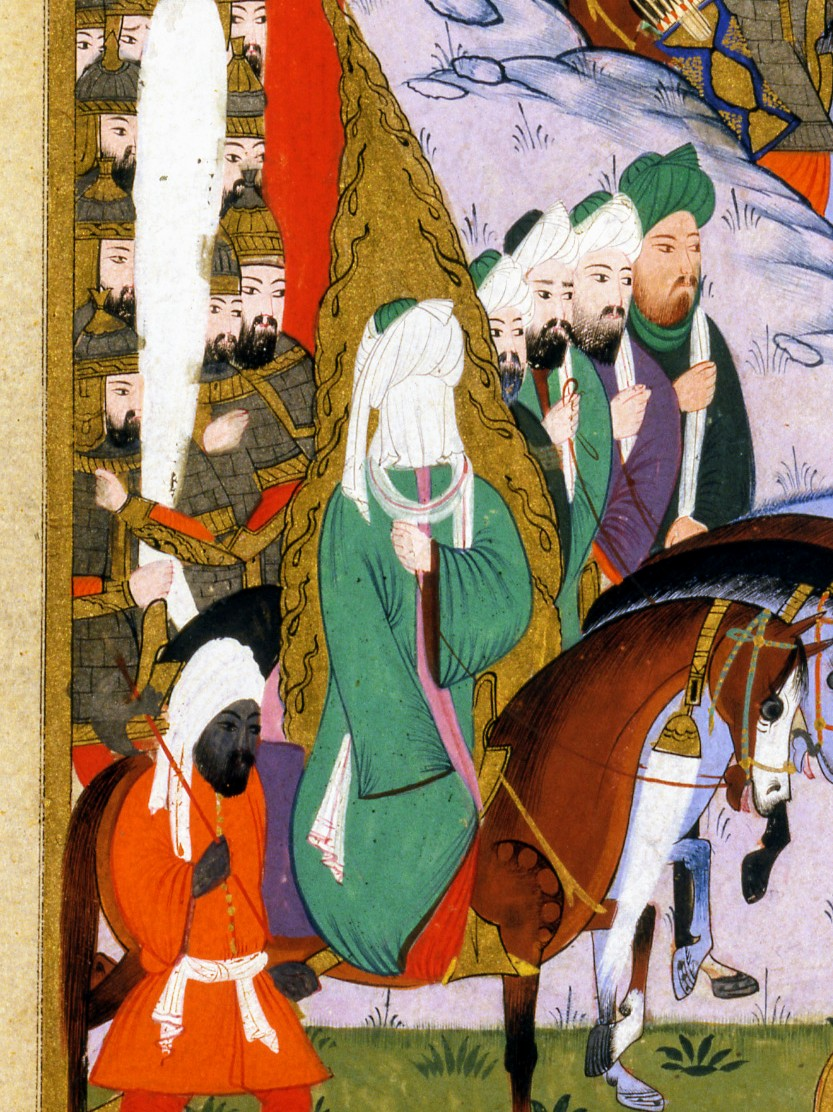
رسم من القرن السادس عشر للنبي محمد عليه السلام (يصور على أنه مغطى الوجه تعظيما له) وهو يشرف على معركة أحد

استمرت مهمة النبي محمد العسكرية، آخر أنبياء الإسلام، في السنوات العشر الأخيرة من حياته؛ أي من 622 م إلى 632 م. بعد إخراجه هو وأصحابه من مدينة مكة التجارية المقدسة، والتي تسيطر عليها قبيلة قريش القوية، بدأ في اعتراض قوافل المكية. وبعد انتصاره الأول في معركة ضارية في بدر عام 624، نمت قوته بشكل متزايد وبدأ في إخضاع القبائل الأخرى إما من خلال الدبلوماسية أو الحرب. وفي عام 630 م، حقق أخيرًا هدفه طويل الأمد المتمثل في فتح مكة والكعبة المشرفة. عند وفاته عام 632 م، تمكن محمد من توحيد معظم شبه الجزيرة العربية، ووضع الأساس للتوسع الإسلامي الذي تلا ذلك.

## التاريخ

### أسباب الصراع المسلح

توزع القبائل العربية في القرن السابع الميلادي

بعد وفاة عمه أبو طالب عام 619 م، كان محمد صلى الله عليه وسلم يفتقد الشخص الذي وفر له الأمن في مناخ عدائي متزايد في مكة. وبعد عدة محاولات للوصول إلى القبائل خارج مكة ودعوتها للإسلام، اتصل بالأوس والخزرج من المدينة المنورة (التي كانت تُعرف باسم يثرب). وقد اعتنق ستة منهم الإسلام. في المدينة المنورة نشر أولئك الستة الإسلام في المدينة؛ إذ وصل في فبراير من عام 621 م وفد جديد إلى مكة، من بينهم فردان من قبيلة الأوس. كان بنو الخزرج وبنو الأوس خصمين في ذلك الوقت، يقاتلون من أجل السيطرة على المدينة المنورة. توسط النبي محمد في وقف القتال بين الطرفين وأعادهم إلى المدينة المنورة، برفقة قارئ القرآن وأول سفير في الإسلام مصعب بن عمير. وأخذ الإسلام ينتشر رويدا رويدا في المدينة المنورة قبل مارس 622 م، إلى أن قام وفد جديد بالذهاب إلى مكة، يبلغ عدده هذه المرة 72 شخصًا، بالتشاور مع النبي. وقد تعهد الوفد باستعدادهم لحماية النبي محمد مما يمنعون منه أطفالهم ونسائهم وأنفسهم. وقد فشل وثنيو مكة، الذين سمعوا الشائعات عن هذا الاجتماع وأدركوا أن تلك الخطوة تهدد مصالحهم، في محاولة لاغتيال النبي محمد في يونيو 622 م. وقد استطاع النبي محمد، مع رفيقه أبو بكر، أن يصل إلى المدينة المنورة مهاجرا، وهو الحدث الذي يُعرف باسم الهجرة النبوية..
وفي ذلك الحين، كانت المدينة مقسمة إلى خمس قبائل، هم الأوس والخزرج، في حين مثلت القبائل الثلاث الأخرى اليهود؛ إذ كانت تلك القبائل من أصغر إلى أكبر قبيلة هي بنو قينقاع وبنو النضير وبنو قريظة. عند وصوله إلى المدينة المنورة، شرع النبي في إنشاء معاهدة تُعرف باسم دستور المدينة، لتنظيم شؤون حكم المدينة، فضلاً عن مدى وطبيعة العلاقات بين المجتمعات المحلية، ومن بين الموقعين عليها. المسلمون والأنصار ومختلف قبائل المدينة اليهودية.
تضمنت الأحكام المهمة في الدستور المساعدة المتبادلة والتعاون بين مواطني المدينة المنورة إذا تعرضت أي جهة منهم للهجوم من قبل طرف ثالث. كذلك ضمن الدستور الحرية لكل من المسلمين واليهود في اعتناق دينهما، وكذلك أن يكون النبي محمد قائد الدولة الوليدة آنذاك.

### غارات القوافل الأولى
قاد النبي محمد الصحابة في سلسلة من الغارات على القوافل التجارية الخاصة بقريش. كانت هذه الغارات هجومية بشكل عام ونُفذت لجمع المعلومات الاستخبارية أو الاستيلاء على البضائع التجارية من القوافل الممولة من قريش، وهذا الانتقام قد كان نظير ما استولت عليه قريش من أموال المسلمين عند هجرتهم بدينهم إلى المدينة المنورة. أعلن المسلمون أن الغارات لها ما يبررها وأن الله منحهم الإذن للدفاع ضد اضطهاد قريش للمسلمين. يبدو أن هناك سببًا آخر للغارات هو الضغط الاقتصادي، حيث أن إنتاج الغذاء في المدينة المنورة بالكاد كان قادرًا على إطعام القادمين الجدد المسلمين. وبالتالي، كان مداهمة الغذاء إلزامية لتكملة نظامهم الغذائي.
إنّ ترتيب غارات القوافل الزمني غير واضح تماما في المصادر الإسلامية. وما يبدو واضحًا هو أنه كان هناك نوعان من الغارات؛ تلك التي قادها النبي محمد وتلك التي يقودها أصحابه ممن يعقد لهم الرايات. وقد كانت أعداد المسلمين في تلك الغارات تتراوح ما بين سبعة و 200 محارب، وكانوا عادة مشاة على الأقدام. وكان هؤلاء المقاتلين، في البداية بشكل حصري تقريبا من المهاجرين؛ أي المهاجرين المسلمين من مكة المكرمة. إذ تتألف القوات تلك من الشباب المهاجرين الذين يرغبون في الذهاب إلى شن غارة. 
كانت السنة الأولى من هذه الغارات «قريبة من الفشل التام».  تمكنت جميع القوافل المكية من الهرب من قبضة القوات الإسلامية، أو أنها كانت مصحوبة بقوات بأعداد متفوقة، مما يشير إلى أن قريش اعتمدت على جاسوس في المجتمع الإسلامي. وإدراكاً من لهذه المشكلة، قدم النبي محمد خطابا مختوما يحوي التعليمات اللازمة وعين عبد الله بن جحش لقيادة بعثة من ثمانية أو اثني عشر رجلاً. بعد مسيرة يومين، فتح بن جحش الرسالة ليعلم أنه، وفقًا لمعظم المصادر، تلقى تعليمات للحصول على معلومات استخبارية حول حركة قوافل قريش في عمق أراضي قريش في منطقة نخلة. بعد وقت قصير، قابلت البعثة قافلة لقريش، محمية بشكل ضعيف من قبل أربعة حراس فقط. لقد واجه المسلمون القافلة في شهر من الأشهر الحرم حيث كان القتال ممنوعًا، ويبدو أيضًا أن النبي محمد لم يأمر باستخدام العنف، على الرغم أن القتال في الإسلام في الأشهر الحرم ممنوع به المبادءة وقريش كانت قد بدأت حربها بطرد المسلمين. على الرغم من ذلك، قرر المحاربون المسلمون بشكل جماعي المهاجمة واقتربوا من القافلة متنكرين في زي الحجاج. عندما اقتربوا بما فيه الكفاية، قفزوا على الحراس؛ حيث هرب أحدهم، وخطف اثنان وقتل واحد. القتيل يُدعى عمرو الحضرمي، والذي كان أول شخص يقتل من أجل القضية الإسلامية من طرف خصومها.
عاد ابن جحش ورجاله إلى المدينة المنورة مع القافلة المضبوطة، التي كانت تحمل النبيذ والسلع الجلدية والزبيب.

### المعارك الأولى الضارية

#### معركة بدر

خريطة تبين تحركات القافلة المكية والجيش المسلم وجيش الإغاثة المكي

في 15 مارس 624 م، واجه محمد قريشا في معركة ضارية، وهي معركة بدر. تمحور المقدمة حول خطة محمد للغارة على القافلة القرشية الكبيرة كانت في طريقها من بلاد الشام إلى مكة. كان حجمها ضخمًا؛ حيث تكونت من 1000 جمل تنقل عشرات الآلاف من الدنانير، ويرافقها 70 فارسًا. إن الهجوم على هذه القافلة كان من شأنه أن يجبر مكة على التحرك من أجلها، حيث أن كل قبيلة قريش كانت قد استثمرت فيها. على الرغم من هذا الخطر، بدأ النبي محمد الاستعدادات قبل الانطلاق أخيرًا في 9 ديسمبر 623 م، بقوة تبلغ حوالي 314 رجلاً و 70 جمالًا وفارسا. سار محمد ومحاربوه أمام الطرق المشتركة لتفادي الكشافة المكية، مروراً بالأودية والوديان غير المعروفة.
وأمر أبو سفيان، زعيم قريش الذي رافق القافلة وأدرك أن الكشافة المسلمة كانت في مكان قريب، القافلةَ أن تأخذ طريقًا مختلفًا لمغادرة منطقة الخطر وأرسل رسولًا إلى مكة. بعد وصول الأخير إلى مكة، أخبر قريش أن هجومًا مسلمًا وشيكًا يُحضر له على قافلتهم، ؛ لترسل قريش قوة إغاثة مكونة من 1000 رجل، وكان الكثير منهم يرتدون دروع. وقد سار أبو جهل، الذي قاد جيش الإغاثة، شمالًا إلى حيث توقع أن يكون الجيش المسلم، في بدر. أثناء المسيرة، ترك حوالي 200 إلى 400 محارب جيشه وتوجهوا إلى مكة.

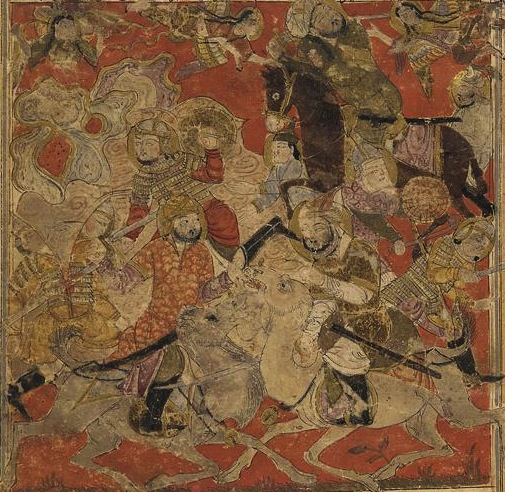
رسم توضيحي من القرن الرابع عشر يظهر التدخل الملائكي (في الأعلى) في معركة بدر

لم يكن محمد على علم بالجيش القرشي إلا قبل يوم واحد من الاتصال، عندما أسر رجاله اثنين من قريش. اتخذ المسلمون موقعًا دفاعيًا. بدأت المعركة بمبارزة بين ثلاثة أبطال مسلمين وثلاثة أبطال مكة، والتي حسمها المسلمون لصالحهم. بعد ذلك تبادل الجيشان إطلاق السهام، قبل الاشتباك في النهاية.  ويؤمن المسلمون وفقا للقرآن الكريم،  أن الله أرسل آلاف من الملائكة من السماء لتشد من عضد المسلمين وتدافع عنهم، وتلقي تعليمات من الله أن بقتالهم  وفقا لآية قرآنية أخرى،  فإن الله نصر المحاربين المسلمين وقتل الوثنيين المكيين. 
انهار الجيش المي في نهاية المطاف بعد فترة وجيزة من سقوط حصان أبو جهل، مما أدى إلى أول انتصار مسلم كبير. يجب ألا يُعزى هذا النصر إلى التدخل الإلهي بقدر ما يحدث في المصادر الإسلامية، ولكن كان له عدة أسباب تقليدية، مثل عجز الميكان عن استخدام سلاح الفرسان، القيادة المشكوك فيها لأبي جهل،  النقص الميكانيكي في الوصول إلى المياه وارتفاع الروح المعنوية للمسلمين.  أودت المعركة بحياة 14 مسلمًا، في حين بلغ عدد الضحايا الميكانيين 50-70. تم القبض على عدد مماثل منهم احتجزوا للحصول على فدية. نجا أبو جهل من المعركة ولكنه قُتل في النهاية. وجده محارب مسلم، قطع رأسه وقدم رأسه إلى محمد ولكن تلك الرواية ضعيفة ولا تصح. قُتل الكثير من النبلاء من قريش في القتال، الأمر الذي شكل ضربة قوية لقريش. وقد أراد النبي ملاحقة القافلة المكية، لكنه قرر العودة إلى المدينة المنورة بدلاً من ذلك.

#### معركة الخندق
بمساعدة من بني النضير، حشدت القبيلة اليهودية المنفية من المدينة وأبو سفيان القائد العسكري قريش وقبائل أخرى قوة من 10000 رجل. تمكن النبي محمد من إعداد قوة قوامها حوالي 3000 رجل. ومع ذلك، فقد تبنى شكلاً جديدًا من أشكال الدفاع، لم يكن معروفًا في الجزيرة العربية في ذلك الوقت؛ فقد حفر المسلمون الخنادق في أي يمكن أن تتعرض منه المدينة المنورة لهجوم الفرسان. ويرجع الفضل في ذلك بحسب لبعض الروايات إلى سلمان الفارسي صاحب المشورة في ذلك. بدأ حصار المدينة في 31 مارس 627 م واستمر لمدة أسبوعين. لم تكن قوات أبو سفيان مستعدة للتحصين الذي واجهوه، وبعد حصار غير فعال، قرر التحالف العودة إلى ديارهم. يذكر القرآن هذه المعركة في الآيات 9-27 من سورة 33، الأحزاب.

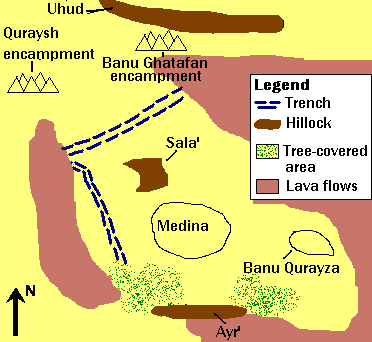
معركة الخندق

خلال معركة الخندق، اتُهمت قبيلة بني قريظة اليهودية التي كانت تقع مساكنها في جنوب المدينة المنورة بالخيانة. بعد تراجع الائتلاف، حاصر المسلمون بنو قريظة، وهي القبيلة اليهودية الرئيسية المتبقية في المدينة. نزل بنو قريظة عند من اتضوه حكما عليهم وهو سعد بن معاذ والذي حكم عليهم بكم اليهود بالخائن وهو القتل. في تعامل محمد على يهود المدينة، بصرف النظر عن التفسيرات السياسية، أوضح المؤرخون الغربيون وكتاب السيرة أنه «عقاب يهود المدينة، الذين دعوا إلى التحول ورفضوا، يجسدون حكايات القرآن بما حدث لهؤلاء الذين رفضوا أنبياء القديم». ويضيف بيترز أن محمد قد شجعه نجاحاته العسكرية، وأراد أيضًا دفع مصلحته. كما كانت هناك دوافع اقتصادية وفقًا لبيترز فأن فقر المهاجرين الميكان كان مصدر قلق للمسلمين. يجادل بيترز بأن تعامل محمد مع يهود المدينة كان «غير عادي» وأنه «يتعارض تمامًا مع معاملة محمد لليهود الذين قابلهم خارج المدينة». وفقًا لما قاله ولش، فإن تعامل محمد مع القبائل اليهودية الرئيسية الثلاث جعل النبي محمد أقرب إلى هدفه المتمثل في تنظيم مجتمع على أساس ديني صارم. ولكن ذلك يتناقض مع دستور المدينة ومع ما يراه المسلمون كذلك.

### الحديبية
حسب العادة القديمة، خلال أشهر الحج، توقفت الأعمال العدائية القتالية وكانت جميع القبائل متوجهة كما العادة لزيارة مكة. في مارس 628 م، أحرم النبي محمد مرتديا ثياب الحج وأخذ الهدي للتضحية بها في مكة. بحسب المؤرخ المبكّر ابن إسحاق، رافق النبي محمد 700 رجل. بينما يجادل وفقا وات أن المسلمين كانوا من 1400 إلى 1600 رجل.
لم تقبل قريش الزيارة الإسلامية للأماكن المقدسة ذات النوايا السلمية وأرسلوا طرفًا مسلحًا ضدهم. تهرب المسلمون منهم من خلال اتخاذ طريق جانبي عبر التلال المحيطة بمكة، ثم تخييموا خارج مكة، في الحديبية. يصف ابن إسحاق فترة متوترة من السفارات والسفارات المضادة، بما في ذلك رحلة عثمان بن عفان إلى مدينة مكة المكرمة، حيث احتُجز مؤقتا كرهينة. أخبرت قريش المسلمين أن عثمان قد قُتل وأن الحرب المفتوحة بدت وشيكة. [بحاجة لمصدر]
ثم تحول الوضع بشكل جذري. حيث اكتشف أن عثمان على قيد الحياة، وعبرت قريش عن استعدادهم للتفاوض على هدنة. أرادت بعض العناصر المواجهة، لكن النبي محمد توصل إلى الصلح معهم. [بحاجة لمصدر]

### توسيع تحالف المسلمين
خالٍ من التهديد المكي، وسّع المسلمون رقعة دولتهم بالسلم والتحالف والقتال. حيث فتحوا واحة خيبر الغنية وأرسلوا أطرافًا لمداهمة ضد غطفان ومرة وسليم وهوازن، وهي جميعها من القبائل التي شاركت ضد المسلمين في غزوة الأحزاب.

### غزو مكة

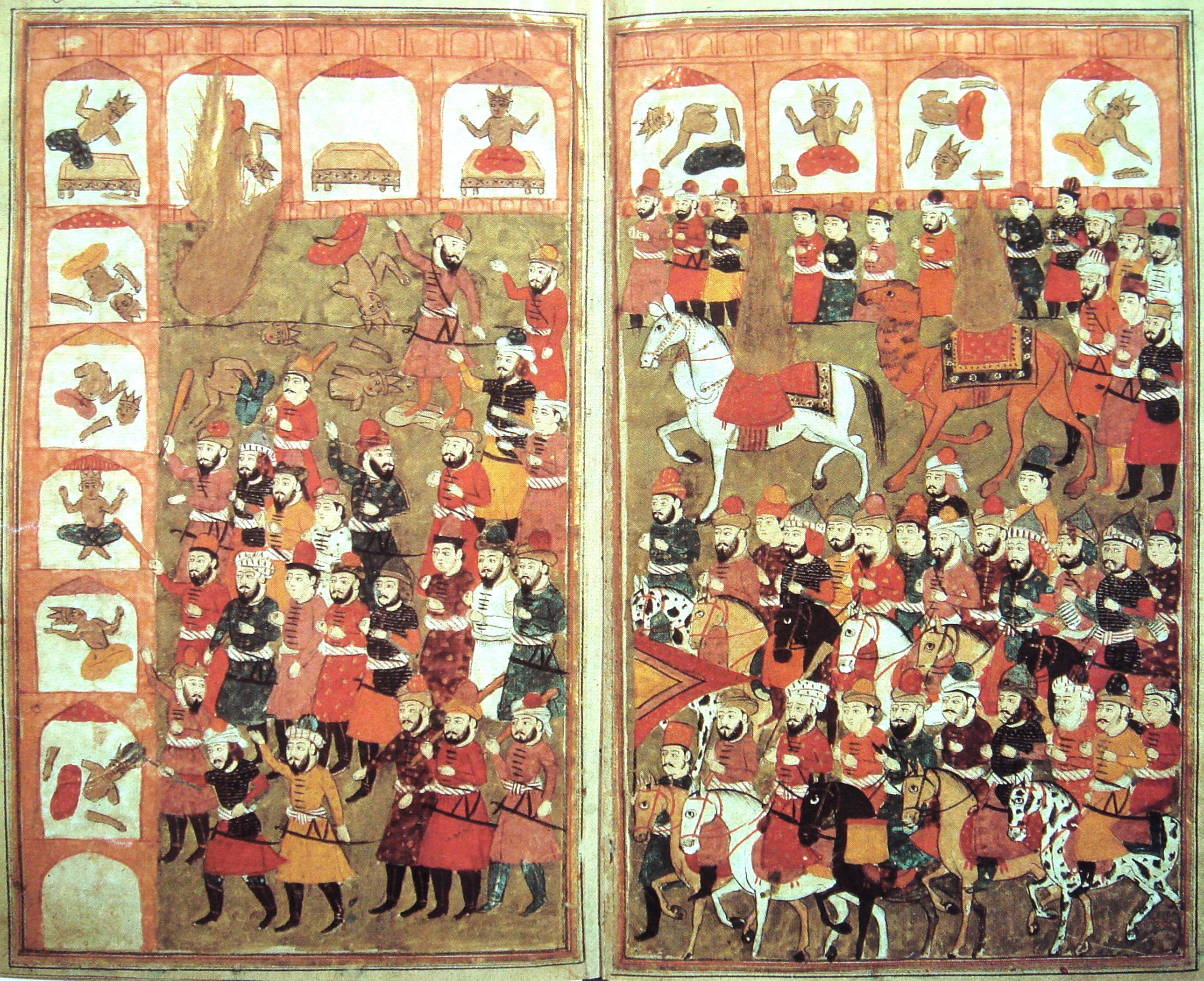
مخطوطة من أوائل القرن التاسع عشر تُظهِر الجيش الإسلامي يسير نحو مكة.

بعد أقل من عامين من هدنة الحديبية، تم كسر الهدنة بسبب نزاع بين القبائل المتحالفة مع قريش والمسلمين. حيث كان هناك ثأر قديم بين خزاعة وبني بكر بن عبد مناة وكانت المجموعتان تصطفان على كل مع حلف مختلف، فكانت خزاعة مع المسلمين وبني بكر قريش. وتتضح من خلال عديد الأدلة التاريخية أن بعض قريش ساعدوا بني بكر في كمين على خزاعة.
بعد ذلك بوقت قصير، توجهت قوة إسلامية قوامها 10000 رجل إلى مكة. كانوا يخيمون خارج مكة وبدأت الجولة المعتادة من المبعوثين والمفاوضات. يبدو أن أبو سفيان كان قد تفاوض، آنذاك أو قبل ذلك، على وعد بعدم مهاجمته هو وأولئك الذين يخضعون له إذا استسلموا بسلام وقد انتهى به الحال إلى الإسلام. وقد بقي بعض بني مخزوم مصرين على القتال. فتح المسلمون مكة بنجاح.
في 11 يناير 630 أو بالقرب منه، أرسل محمد أربعة فرق من القوات إلى مكة. واجهت فرقة واحدة فقط أي مقاومة. قتل ثمانية وعشرون من الوثنيين وهرب بقية المعارضين لدخول المسلمين. استسلم الوثنيون الباقون لمحمد. بعض الوثنيين، حتى أولئك الذين كانوا معروفين بمعارضتهم للإسلام، لم يتعرض لهم أحد. صدرت أوامر بقتل عشرة أشخاص: عكرمة بن أبي جهل، وعبد الله بن سعد بن أبي السرح اللذان عادا ودخلا الإسلام، وحبار بن أسود، ومكياس صبحبة ليثي، وحويرات بن نقيد، وعبد الله هلال، وأربع نساء أدينوا بارتكاب جريمة قتل أو غير ذلك من الجرائم قبالة الحرب وتعطيل السلام.
تم تطهير الكعبة المشرفة من جميع أصنام الآلهة العربية، مثل هبل، التي وضعت فيها والمنطقة عادت لتكون حرما مقدسا إسلاميا . أثناء تحطيم الأصنام، قرأ النبي محمد الآية 17:81:
"وقل جاء الحق وزهق الباطل إن الباطل كان زهوقا. 

## الإحصاء
قد يكون مجموع الخسائر البشرية على جميع الأطراف في جميع معارك محمد أكثر أو أقل من 1000. يقول العالم الإسلامي المعاصر، مولانا وحيد الدين خان، «خلال الـ 23 عامًا التي اكتملت فيها هذه الثورة، وقعت 80 بعثة عسكرية. أقل من 20 بعثة تشارك في الواقع أي قتال. توفي 259 من المسلمين و 759 من غير المسلمين في هذه المعارك - ما مجموعه 1018 قتيلاً.» 

## قراءة إضافية
- Berger, Lutz (2016). Die Entstehung des Islam. Die ersten hundert Jahre (بالألمانية). C. H. Beck. ISBN:3406696937.  Berger, Lutz (2016). Die Entstehung des Islam. Die ersten hundert Jahre (بالألمانية). C. H. Beck. ISBN:3406696937.  Berger, Lutz (2016). Die Entstehung des Islam. Die ersten hundert Jahre (بالألمانية). C. H. Beck. ISBN:3406696937.
- Gabriel، Richard A. (2007). Muhammad: Islam's First Great General. University of Oklahoma Press. ISBN:978-0806138602. مؤرشف من الأصل في 2022-06-13.  Gabriel، Richard A. (2007). Muhammad: Islam's First Great General. University of Oklahoma Press. ISBN:978-0806138602. مؤرشف من الأصل في 2022-06-13.  Gabriel، Richard A. (2007). Muhammad: Islam's First Great General. University of Oklahoma Press. ISBN:978-0806138602. مؤرشف من الأصل في 2022-06-13.
- Guillaume، A. (1955). The Life of Muhammad. A Translation of Ishaq's Sirat Rasul Allah (PDF). Oxford University Press. مؤرشف من الأصل (PDF) في 2016-08-25.
- Kister، M. J. (1986). "The Massacre of the Banū Qurayẓa: A Re-examination of a Tradition". Jerusalem Studies in Arabic and Islam. ج. 8. ISSN:0334-4118. مؤرشف من الأصل في 2019-08-16. اطلع عليه بتاريخ 2019-05-02.{{استشهاد بدورية محكمة}}:  صيانة الاستشهاد: BOT: original URL status unknown (link)
- Lings، Martin (1983). Muhammad: His Life Based on the Earliest Sources. Inner Traditions. ISBN:978-0946621330. مؤرشف من الأصل في 2022-05-30.  Lings، Martin (1983). Muhammad: His Life Based on the Earliest Sources. Inner Traditions. ISBN:978-0946621330. مؤرشف من الأصل في 2022-05-30.  Lings، Martin (1983). Muhammad: His Life Based on the Earliest Sources. Inner Traditions. ISBN:978-0946621330. مؤرشف من الأصل في 2022-05-30.